# Autarchoglossa
Autarchoglossa – podrząd gadów łuskonośnych. Definiowany przez Estesa, de Queiroza i Gauthiera (1988) jako klad obejmujący ostatniego wspólnego przodka grup Scincomorpha i Anguimorpha oraz wszystkich jego potomków; Conrad (2008) zdefiniował Autarchoglossa jako klad obejmujący gatunki Lacerta viridis, Scincus scincus i Anguis fragilis oraz wszystkich innych potomków ich ostatniego wspólnego przodka. Tak definiowany klad Autarchoglossa obejmuje rodziny:
- Anguidae – padalcowate
- Anniellidae – jaszczurki pierścieniowate
- Cordylidae – szyszkowcowate, jaszczurki kolczaste
- Gerrhosauridae – tarczowcowate, jaszczurki tarczowate
- Gymnophthalmidae – okularkowate, jaszczurki okularowe
- Helodermatidae – helodermowate
- Lacertidae – jaszczurkowate, jaszczurki właściwe
- Lanthanotidae – Lanthanotus borneensis
- Scincidae – scynkowate
- Shinisauridae – jaszczurka krokodylowata
- Teiidae – tejowate, teidy
- Varanidae – waranowate
- Xantusiidae – nocówkowate, jaszczurki nocne
- Xenosauridae – guzowcowate, jaszczurki guzowate

Dodatkowo w obrębie kladu Scleroglossa niepewna jest pozycja filogenetyczna węży i amfisben – niewykluczone, że aby Autarchoglossa były grupą monofiletyczną, należałoby zaliczyć do niej również wspomniane dwa klady.
Vidal & Hedges (2005) stwierdzili, że Iguania, dotąd uznawane za grupę siostrzaną do kladu Scleroglossa, w rzeczywistości są bardzo bliskimi krewnymi węży i kladu Anguimorpha (obejmującego warany, helodermy i rodzinę Anguidae); Vidal i Hedges zaproponowali dla kladu obejmującego Iguania, Anguimorpha i węże (prawie 60% wszystkich znanych gatunków gadów łuskonośnych) nazwę Toxicofera. Jednocześnie opowiedzieli się za całkowitą rezygnacją z dalszego wyróżniania kladów Autarchoglossa i Scleroglossa, jako parafiletycznych. Dokładna systematyka gadów łuskonośnych (a więc i status Autarchoglossa) jest jeszcze przedmiotem sporu wśród herpetologów.